# Heimatmuseum Homberg (Efze)
Das Heimatmuseum der Stadt Homberg (Efze) in Nordhessen ist in dem 1517 errichteten Hochzeitshaus und dem daran angefügten Küchenbau von 1582 untergebracht. Die bei der Ausgrabung der Hohenburg zu Tage kommenden Fundstücke wurden zunächst von der Burgberggemeinde in dem Gebäude verwahrt. 1959 übernahm die Stadt Homberg die Trägerschaft und ein Kuratorium kümmerte sich um die Sammlung. 1966 beauftragte dann die Stadt eine Reihe von Personen mit der Pflege und Betreuung der Bestände. 1974 erfolgte die Gründung des Vereins Kuratorium Homberger Heimatmuseum e.V., der sich seitdem ehrenamtlich um die Bestände und Präsentation kümmert.
Die Ausstellungen widmen sich vor allem der Stadt- und Wirtschaftsgeschichte.

## Abteilungen

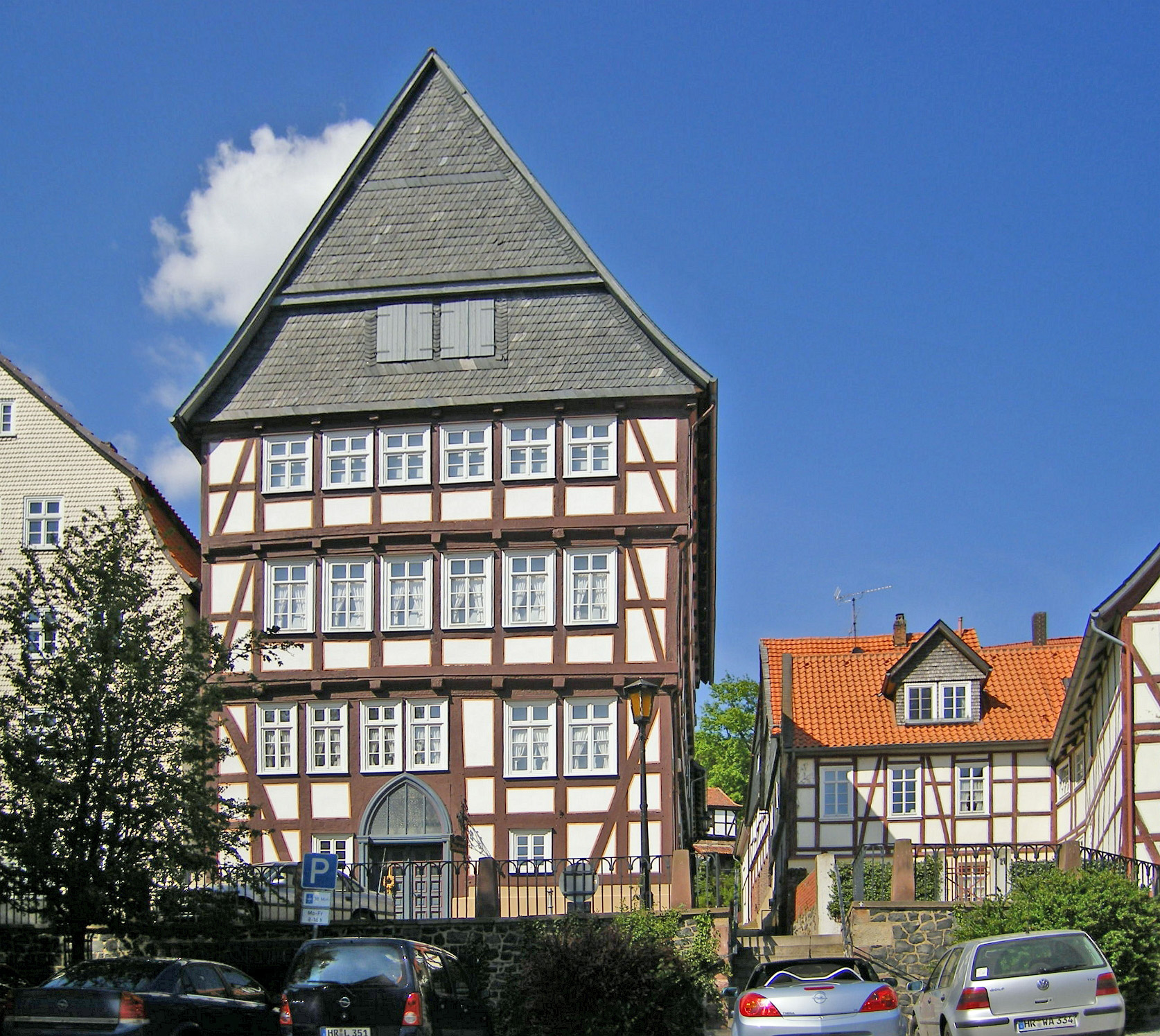
Blick auf das Heimatmuseum Homberg im ehemaligen Hochzeitshaus der Stadt

Ein Schwerpunkt des 1961 eröffneten Heimatmuseums liegt in der Geschichte und den Produkten des Eisenwerkes im Stadtteil Holzhausen. Ein Modell zeigt die Fabrikanlage im Zustand des frühen 20. Jahrhunderts. Darüber hinaus wird dem Besucher ein Überblick über die Techniken der Eisengewinnung und Eisenverhüttung gegeben. Unter den zahlreichen ausgestellten gusseisernen Öfen und Ofenplatten befindet sich der seltene „Märchenofen“ mit Darstellungen von Moritz von Schwind, der zu den künstlerisch bedeutendsten Produkten des Eisenwerkes gehört.
Im Museum sind die Einrichtung einer Homberger Apotheke aus dem 18. und 19. Jahrhundert, die Einrichtung eines Homberger Buchbinder- und Schreibwarenladens aus dem 19. bzw. der Mitte des 20. Jahrhunderts, eine Töpferei, sowie Geräte der Leineweberei und des Blaudrucks zu sehen. An das ortsansässige Handwerk und seine Organisationen erinnern Zunftbriefe, Werkzeuge und die Homberger Elle.
Im Postraum können die Besucher die Ausstattung und Arbeitsgegenstände des alten Homberger Postamtes in Augenschein nehmen. Es werden Stempel, eine Frankiermaschine, eine Paketwaage, Uniformen und viele weitere interessante Detail rund um die Post gezeigt.
In der stadtgeschichtlichen Abteilung wird die Entwicklung der Burg (1162 erstmals erwähnt) anhand von Grabungsfunden dokumentiert. Bemerkenswert ist eine Bronzetafel aus dem Jahre 1508. Ein Modell zeigt den Zustand der Stadtanlage Hombergs vor der Zerstörung im Dreißigjährigen Krieg. Auf die Homberger Synode, die 1526 in Homberg stattfand, geht eine Präsentation umfangreich ein. Den ehemaligen kirchlichen Einrichtungen sowie der Stadtkirche St. Marien ist ein besonderer Ausstellungsraum gewidmet. Hans Staden, vermutlich 1525 in Homberg geboren, verfasste die erste Reisebeschreibung von Brasilien, ihm wurde in einer Sonderausstellung während des Hessentages gedacht. Das Museum zeigt eine kleine Auswahl von Werken des Malers Heinrich Otto, der aus dem heutigen Homberger Stadtteil Wernswig stammte. 
Weitere Abteilungen beschäftigen sich mit der traditionellen Wohnkultur, wie etwa der mittelalterlichen Küche im bereits erwähnten Küchenbau.
Im Innenhof wird die Wasserversorgung der Stadt Homberg in vergangenen Zeiten vermittelt.

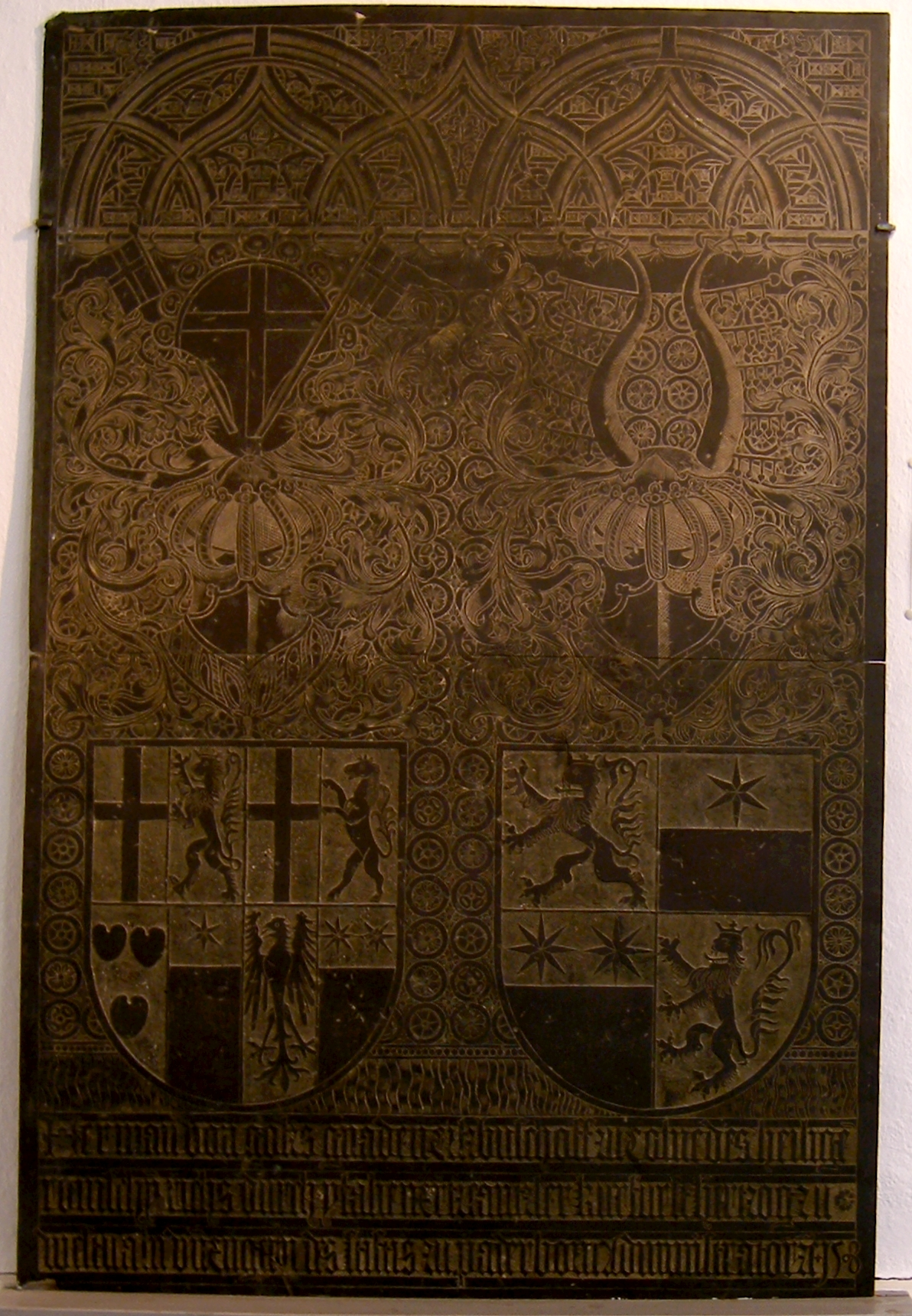
Bronzetafel von der Homberger Burg mit der Inschrift:Herman von Gotzes gnaden Erzbyschoff zu Colne, des heiligen romschyn richs durch Ytalien, Ertzcantzler, Kurfürst, Herzog zu Westvaln und Engern, des Stifts zu Paderborn, Administrator A(nno) 1508.
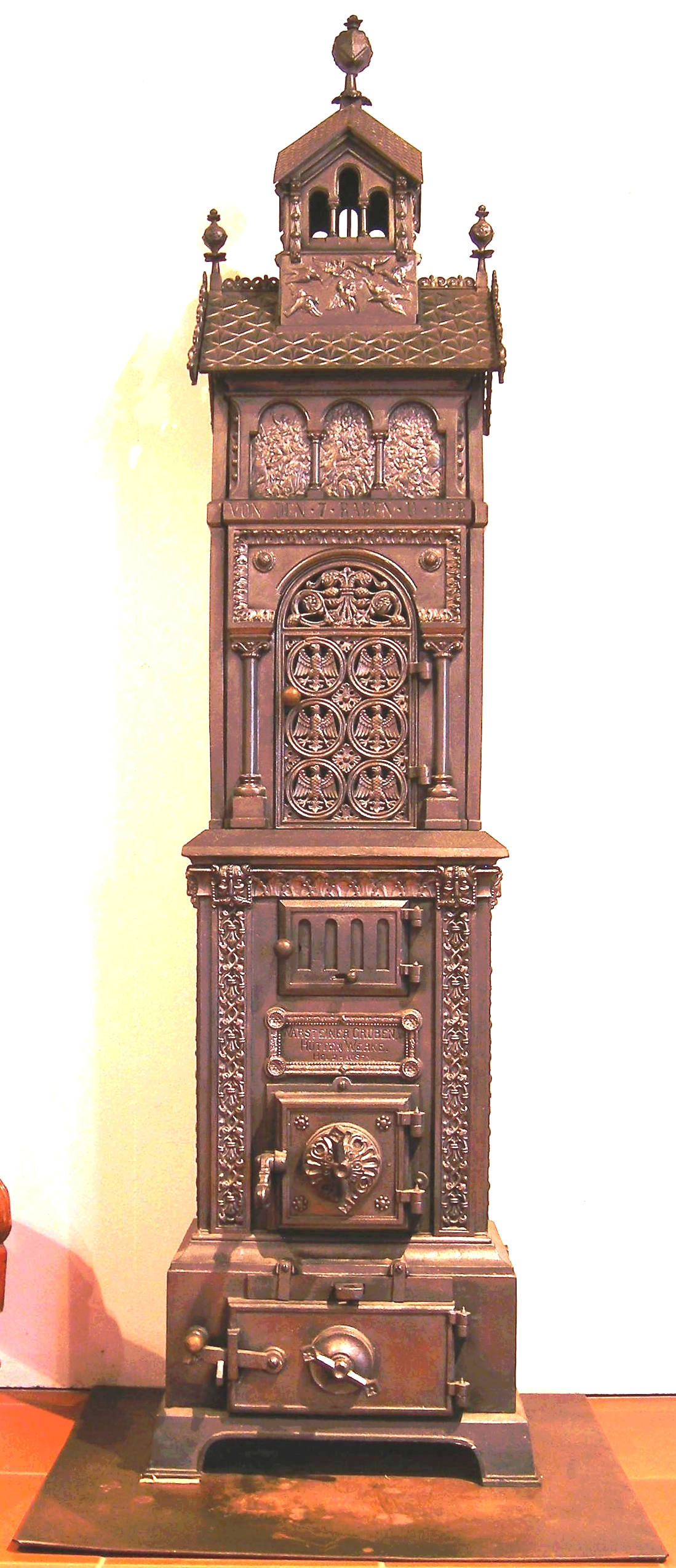
Der Märchenofen aus der Hütte Holzhausen mit Motiven nach Moritz von Schwind
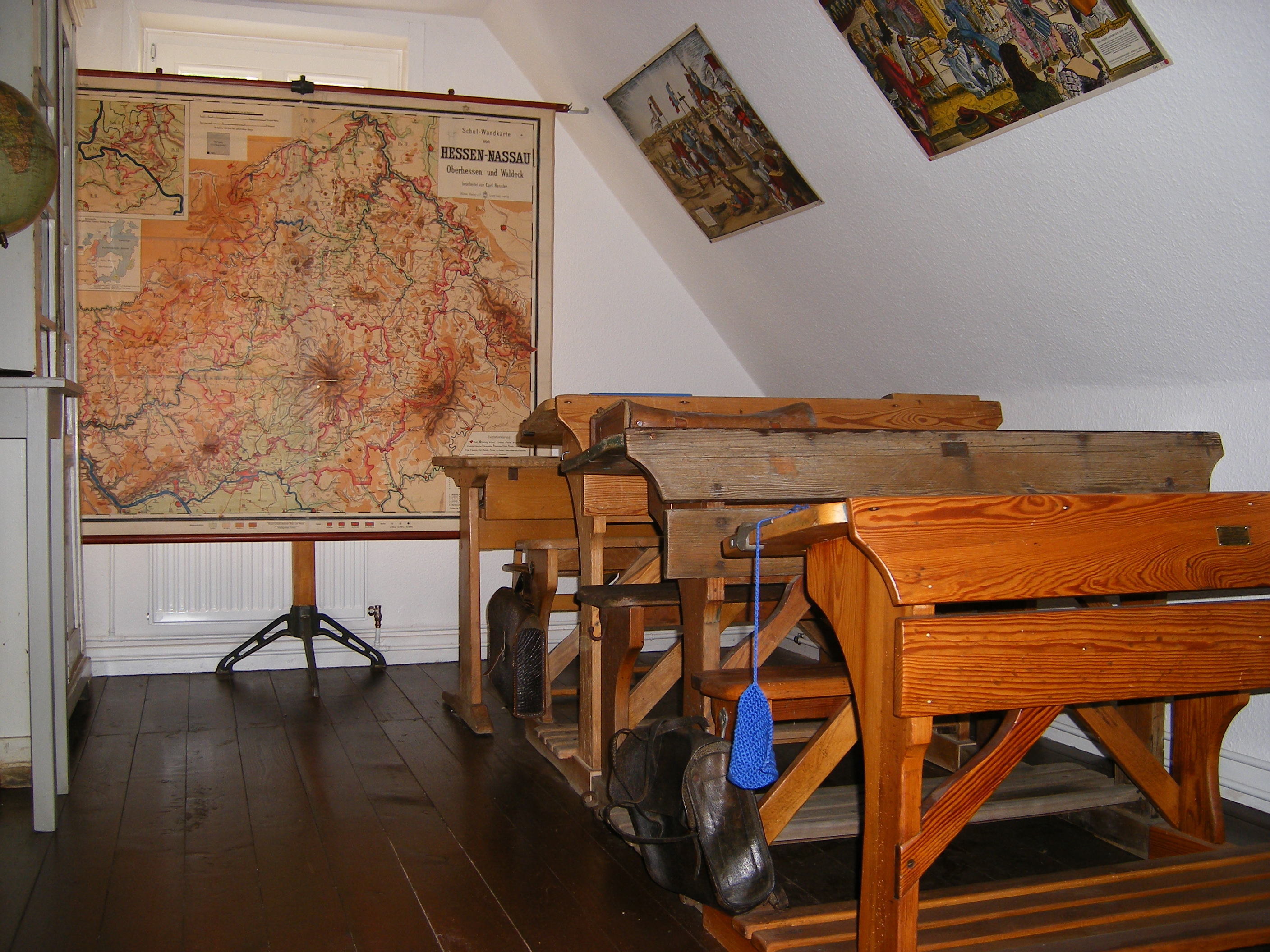
Der nachgestaltete Schulraum soll an die Schuleinrichtungen in Homberg erinnern.
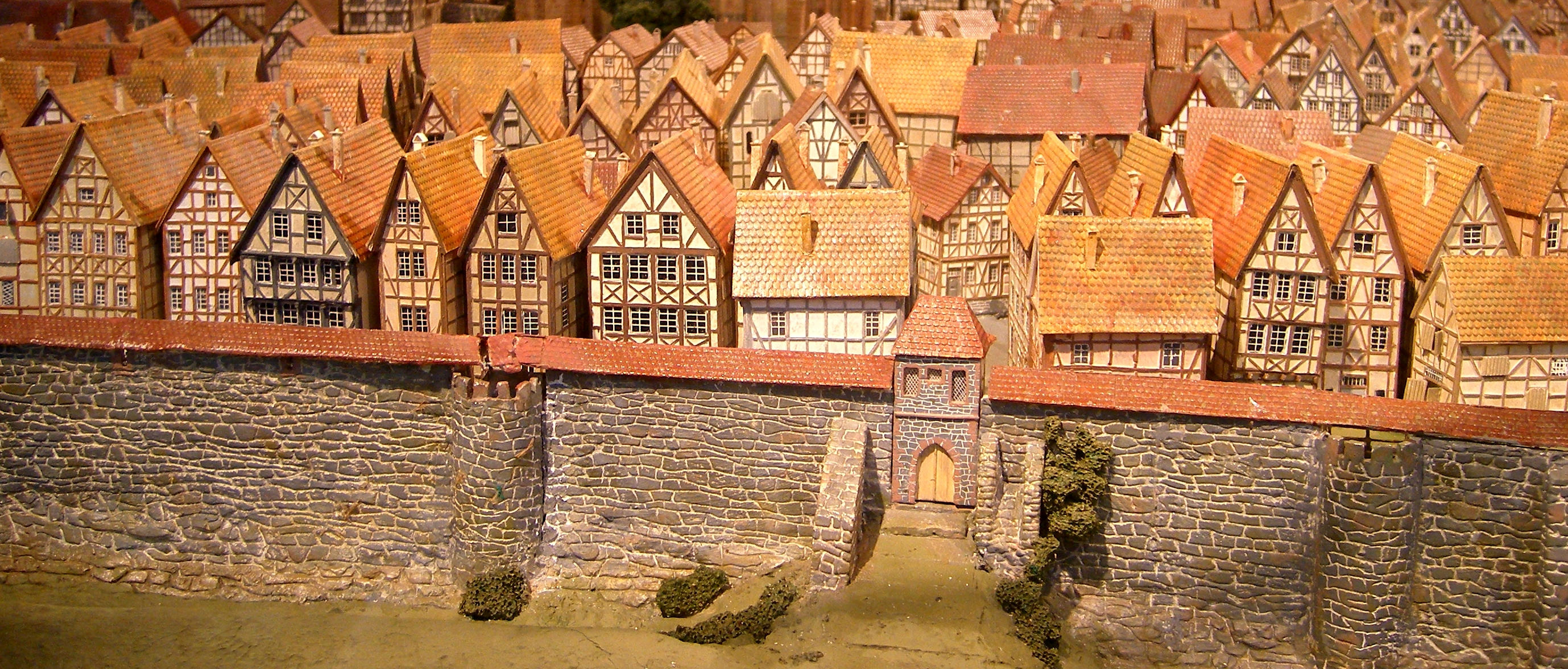
Das Stadtmodell zeigt die Stadt Homberg vor der Zerstörung im Dreißigjährigen Krieg
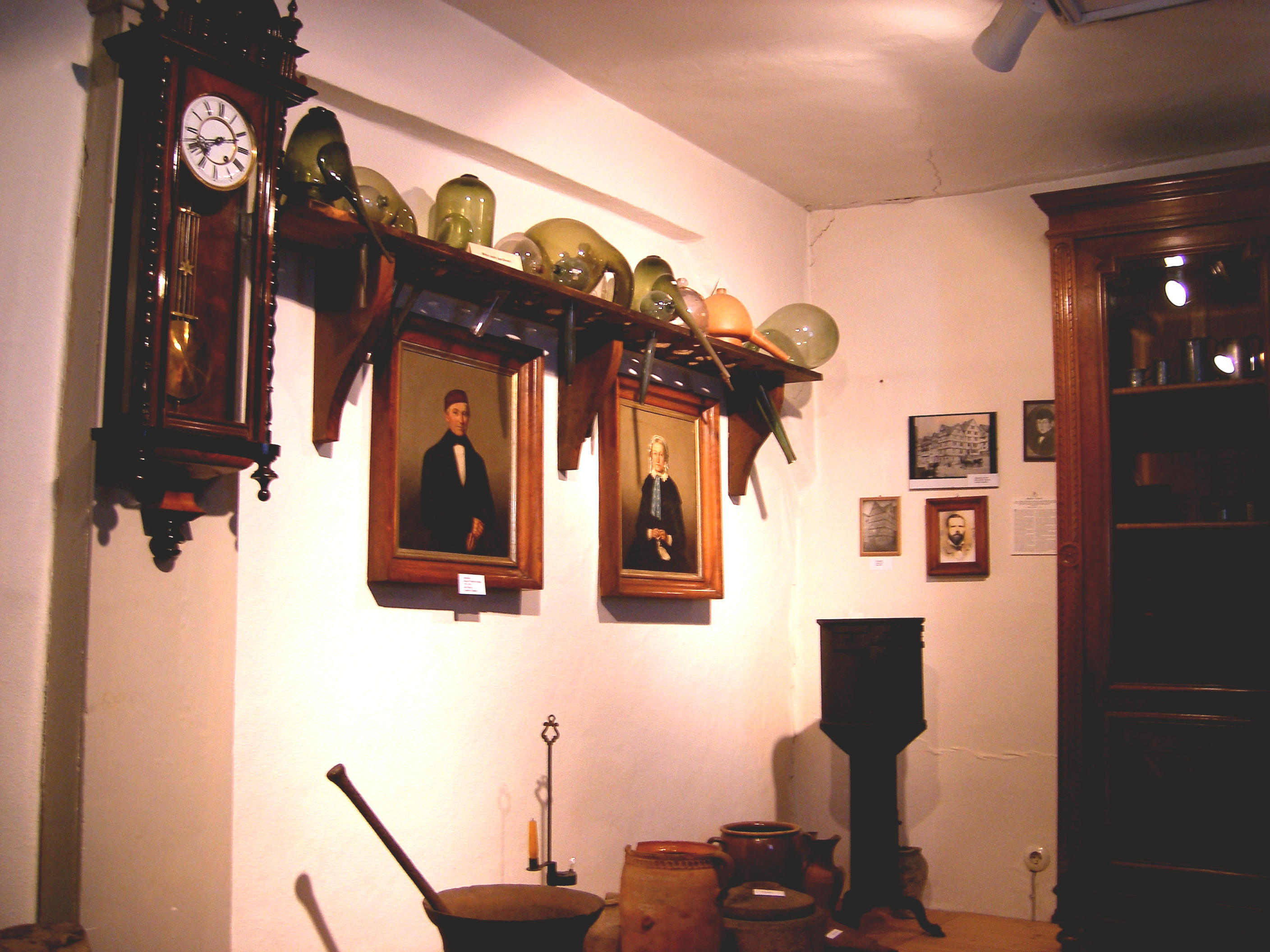
Blick auf Ausstattungsstücke einer Homberger Apotheke mit bedeutendem Labor-Ofen
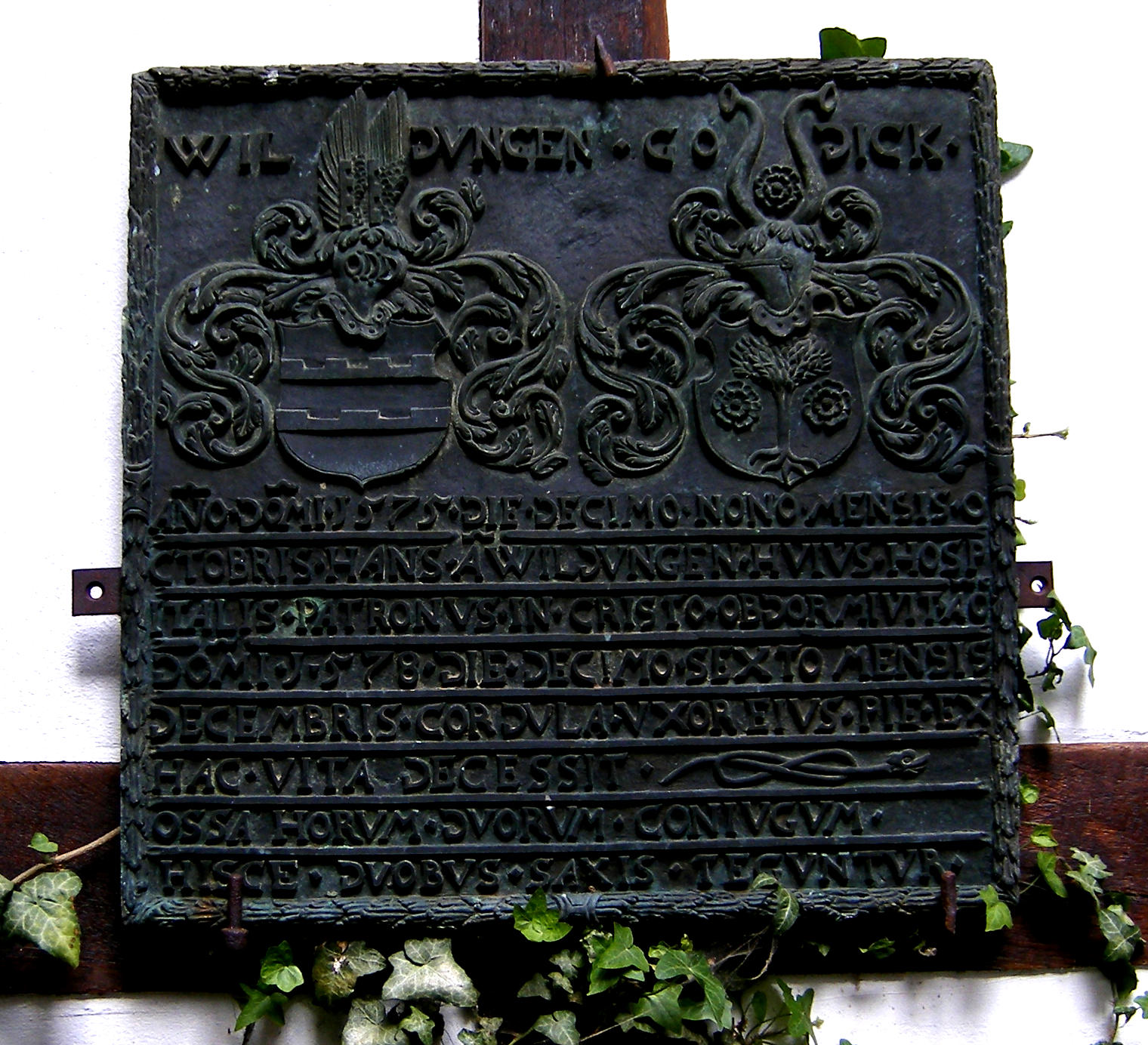
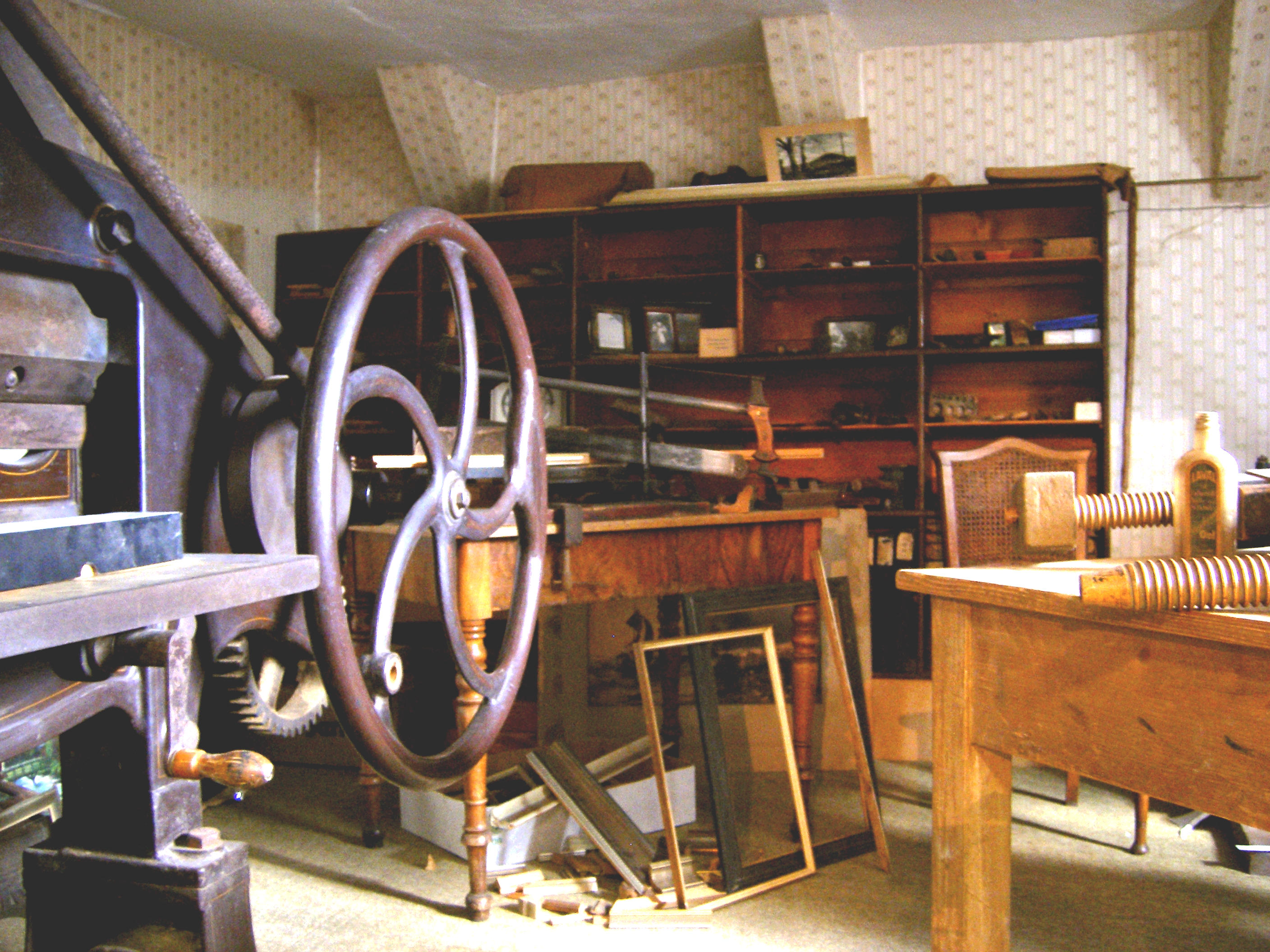
Blick in eine Buchbinderwerkstatt
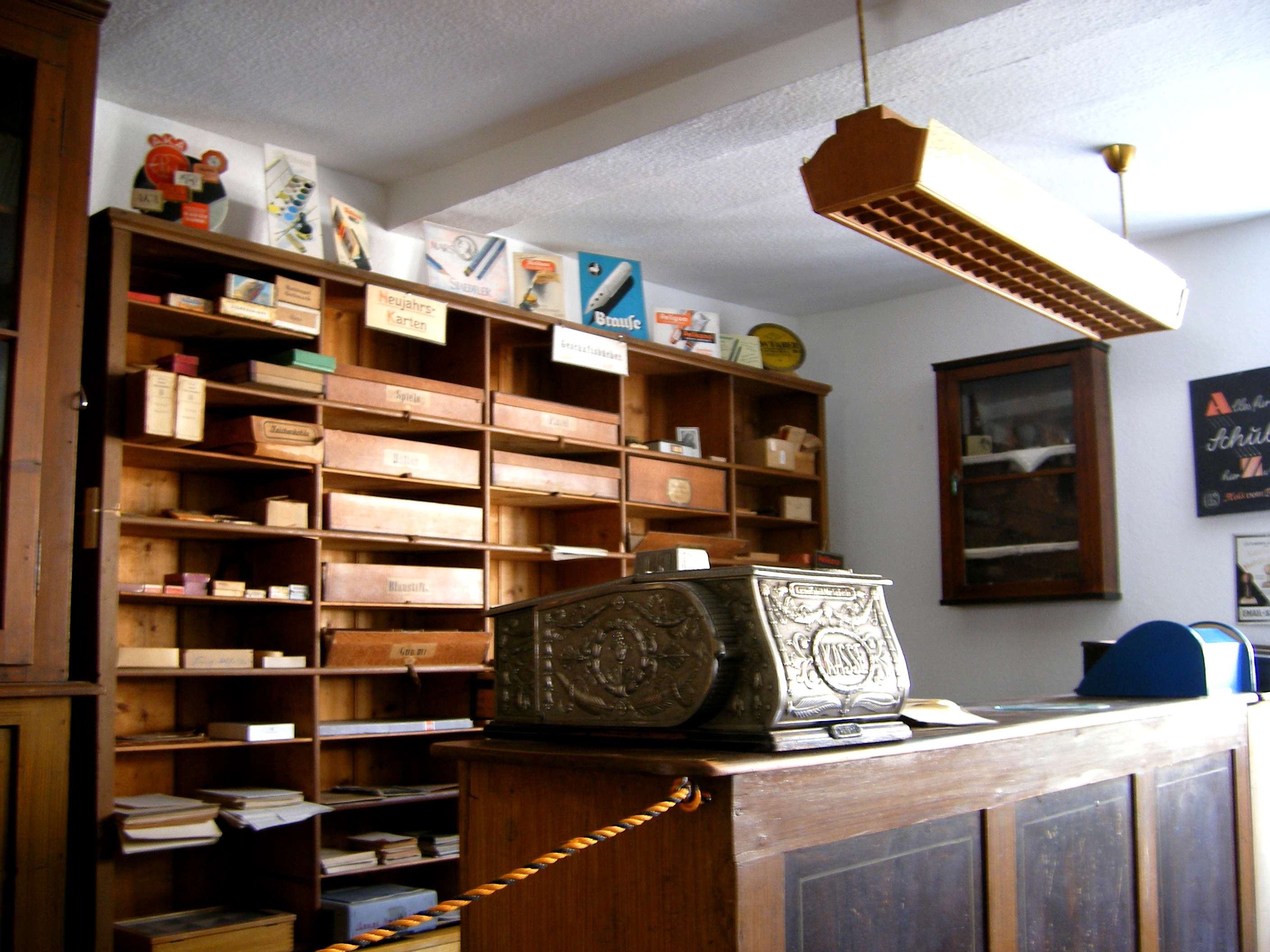
Der Laden des Buchbinders Heinrich Pflüger